# Iazvînka, Borodeanka
Iazvînka (în ucraineană Язвинка) este un sat în comuna Maidanivka din raionul Borodeanka, regiunea Kiev, Ucraina.

## Demografie
Componența lingvistică a localității Iazvînka
     Ucraineană (93,62%)
     Rusă (6,38%)
Conform recensământului din 2001, majoritatea populației localității Iazvînka era vorbitoare de ucraineană (93,62%), existând în minoritate și vorbitori de rusă (6,38%).